# All the Kings
All the Kings is een nummer van de Britse band Editors uit 2016. Het is de zesde en laatste single van hun vijfde studioalbum In Dream.
In vergelijking met de rest van het album In Dreams, is "All the Kings" een redelijk uitbundig nummer die de zware tekst compenseert met vele synthesizers. 
De videoclip is opgenomen in deelgebied Oosterbroek van Recreatiegebied Spaarnwoude (Spaarnwoude Park) tussen Amsterdam en IJmuiden (bij de klimmuur / landArt) van kunstenaar Frans de Wit. 